# Albert Coates

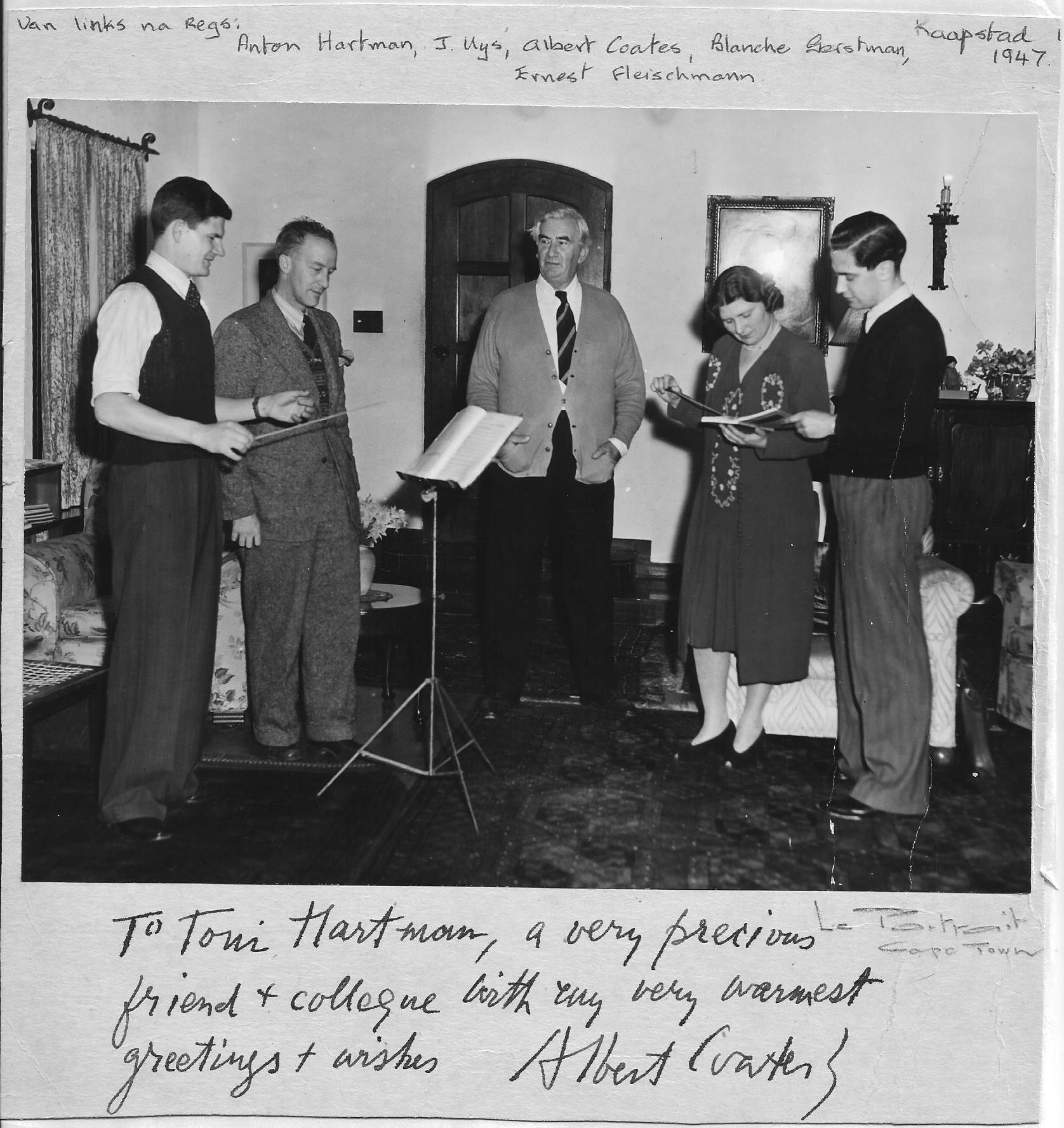
Albert Coates (Mitte) mit den Musikern Anton Hartman, Hannes Uys, Blanche Gerstman und Ernest Fleischmann, Kapstadt 1947

Albert Henry Coates (* 11.jul. / 23. April 1881greg. [abweichend 1882] in Sankt Petersburg, Russisches Kaiserreich; † 11. Dezember 1953 in Milnerton, Kapprovinz, Südafrika) war ein englischer Dirigent und Komponist.

## Leben und Werk
Albert Coates‘ Eltern waren englischer Herkunft, der Vater, Charles Thomas Coates (1848–1908), Geschäftsmann in St. Petersburg. Coates ging in London zur Schule und studierte an der University of Liverpool. Zurück in Russland, sollte er das väterliche Geschäft übernehmen. Er entschied sich aber für ein Musikstudium, das er 1900 am Leipziger Konservatorium zunächst in den Fächern Cello und Klavier begann und 1904 abschloss. Danach verlegte er seinen Fokus auf das Dirigieren, in welchem er von Arthur Nikisch unterwiese wurde. Unter Nikisch wirkte er als dessen Assistent an der Leipziger Oper, gefolgt von Engagements als Dirigent in Elberfeld, Dresden und Mannheim. Ein Gastdirigat 1911 am Mariinski-Theater hatte die Ernennung zum dortigen Ersten Dirigenten zur Folge. Er lernte Alexander Skrjabin kennen, für dessen Werk er sich einsetzte. 1914 dirigierte er Richard Wagner in Covent Garden. 1919 verließ Coates Russland und wurde 1920 Dirigent des London Symphony Orchestra, das er bereits 1910 erstmals geleitet hatte. 1920 entstanden erste Schallplattenaufnahmen und er leitete u. a. die erste Komplettaufführung von Gustav Holsts The Planets. Es folgten Gastdirigate im Ausland. Von 1923 bis 1925 war er musikalischer Direktor des Rochester Philharmonic Orchestra. 1926 dirigierte er die erste Aufführung von Nikolai Andrejewitsch Rimski-Korsakows Oper Die Legende von der unsichtbaren Stadt Kitesch und von der Jungfrau Fewronija außerhalb Russlands. Des Weiteren dirigierte er im selben Jahr mehrere Konzerte der New Yorker Philharmoniker. Danach wirkte er als Gastdirigent, auch in Europa (etwa 1935 bei den Wiener Philharmonikern). 1946 übersiedelte er nach Südafrika, wo er zunächst das Johannesburg Municipal Orchestra, dann das Cape Town Municipal Orchestra dirigierte.
Albert Coates war auch kompositorisch tätig; unter seinen Werken findet sich u. a. die Sinfonische Dichtung The Eagle in memoriam Arthur Nikisch (1925) sowie neun Opern, darunter Samuel Pepys (1929 in München uraufgeführt), Pickwick (Uraufführung 1936 in Covent Garden) und Van Hunks & the Devil (1952 in Südafrika uraufgeführt).

## Familie
Der Sänger und Cellist Simon Wallfisch ist sein Urenkel.